# Тимерханов, Айнур Ахатович
Айнур Ахатович Тимерханов (род. 26 марта 1974 г. в Старая Икшурма Сабинского района ТАССР) —  доктор филологических наук, доцент, член-корреспондент Академии наук РТ.

## Биография
Айнур Ахатович Тимерханов родился 26 марта 1974 года в селе Старая Икшурма Сабинского района ТАССР. Окончил Казанский государственный педагогический институт по специальности английский и арабский языки (1996 г.), аспирантуру Института языка, литературы и искусства им. Г. Ибрагимова Академии наук РТ по специальности филология (1999 г.), Международную программу обмена для молодых преподавателей вузов (Junior Faculty Development Program; английский, арабский языки), Индианский университет (2003 г.), Чикагский университет (2004 г.).
- С 1995 по 2005 гг. — ассистент, старший преподаватель кафедры английского языка, кафедры контрастивной лингвистики Татарского государственного гуманитарного института
- С 2003 по 2006 гг. — научный сотрудник, старший научный сотрудник отдела лексикографии Института языка, литературы и искусства им. Г. Ибрагимова Академии наук Республики Татарстан
- С 2005 по 2008 гг. — доцент (по совмещению) кафедры теории и практики английского языка Татарского государственного гуманитарно-педагогического университета
- С 2005 по 2019 гг. — доцент, профессор (по совмещению) кафедры языковедения и иностранных языков Казанского филиала ФГБОУВО «Российский государственный университет правосудия»
- С 2006 по 2007 гг. — начальник Управления аспирантурой Института языка, литературы и искусства им. Г. Ибрагимова Академии наук Республики Татарстан
- С 2008 по 2010 гг. — профессор (по совмещению) кафедры сопоставительной филологии и межкультурной коммуникации ФГАОУВО «Казанский (Приволжский) федеральный университет»
- С 2007 по 2019 гг. — заведующий отделом лексикографии Института языка, литературы и искусства им. Г. Ибрагимова Академии наук Республики Татарстан
- С марта по декабрь 2019 г. — проректор Болгарской исламской академии
- С декабря 2019 г. по январь 2021 г. — проректор по научной деятельности Болгарской исламской академии
- С января 2021 г. по март 2023 г. — и. о. ректора Болгарской исламской академии

А. А. Тимерханов — специалист в области общего и татарского языкознания (лексикографии, стилистики, переводоведения), автор более 80 научных публикаций, в том числе 3 монографий, 3 учебно-методических пособий, 4 словарей.
А. А. Тимерханов на профессиональном уровне владеет татарским, русским и английским языками, может изъясняться на арабском и турецком языках, проходил зарубежные стажировки в качестве студента и преподавателя в Турецком образовательном центре (Турция, 1992), в университете Аль-Азхар, Британском учебном центре (Египет, 1994—1995), в университете Индиана (США, 2003), Чикагском университете (США, 2004); выступал с лекциями в Атлантическом университете Флориды (США, 2015). Выступает с докладами на международных (Блумингтон, США; Индианаполис, США и др.), общероссийских научных конференциях.

## Научно-педагогическая деятельность
Основные научные результаты связаны с разработкой теоретических и прикладных аспектов татарской лексикографии, разработкой лингвистических, терминологических словарей татарского языка, двуязычных и многоязычных учебных словарей, развитием татарской электронной лексикографии, освещением актуальных вопросов татарской орфографии и орфоэпии, стилистики, теории и практики перевода.
Тимерхановым А. А. исследованы лингвистические и экстралингвистические (социолингвистические) аспекты функционирования татарского языка в сфере официально-деловых отношений, достигнутые им результаты расширяют научно-теоретическую базу по изучению функциональных стилей татарского языка; позволяют представить наиболее полную систему стиля официально-деловых бумаг татарского языка (функционально-стилистические, лексико-грамматические нормы и характеристики), тенденции и особенности его развития на современном этапе; обеспечивают научно-практическую базу для более полной и эффективной реализации татарского языка в официальной коммуникации государственных и иных структур и организаций.
В рамках общей лексикографии Тимерхановым А. А. исследованы проблемы, связанные с разработкой макроструктуры (отбор лексики, объём и характер словника, принципы расположения материала) и микроструктуры (структура словарной статьи, типы словарных определений, соотношение разных видов информации о слове и др.) разных типов словарей татарского языка, которые нашли практическое отражение в разработанных под его руководством и непосредственном участии словарях: «Краткий русско-татарский словарь деловой лексики» (Казань, 2002, 96 с.), «Школьный толковый словарь татарского языка» (Казань, 2013, 510 с.), «Татарско-русско-английский школьный словарь» (Казань, 2013, 2014, 512 с.); «Англо-русско-татарский словарь компьютерных терминов» (Казань, 2015, 239 с.); I—V тома (ок. 400 п.л.) «Толкового словаря татарского языка» (Казань, 2015—2019), а также в рамках научной редакторской работы над трудами: «Русско-татарский словарь» (Казань, 2009, 632 с.), «Русско-татарский словарь актуальной лексики» (Казань, 2014, 551 с.), «Татарско-русско-латинский словарь орнитонимов» (Казань, 2018, 184 с.), «Толковый татарско-русско-латинский словарь ихтионимов» (Казань, 2019, 204 с.), «Этимологический словарь татарского языка» в 2-х томах (Казань, 2015).
А. А. Тимерхановым разработаны принципы лексикографического описания орфоэпической системы татарского языка, освещены вопросы соотношения кодифицированных и узуальных произносительных норм и выработки алгоритмов принятия лексикографических решений при их расхождении, что нашло отражение в новом «Орфоэпическом словаре татарского языка» (рукопись, 10 п.л.). Им определены и реализованы принципы составления «Татарско-английского, англо-татарского словаря» (рукопись, 80 п.л.), основные принципы транслитерации татарской письменности с кириллической основы на латиницу в соответствии с требованиями действующего законодательства. Решены некоторые частные вопросы лексикографической фиксации и описания отраслевой терминологии татарского языка, терминотворчества, проблемы татарской орфографии.
А. А. Тимерханов ведёт преподавательскую деятельность с 1995 г., занимает должность профессора, в разные годы читал теоретические и практические курсы на татарском, русском и английском языках. Под его научным руководством подготовлены 2 кандидата наук.